# بلیاکوفکا
بلیاکوفکا (به لاتین: Belyakovka) یک منطقهٔ مسکونی در روسیه است که در استان آمور واقع شده‌است.